# Pterophyllum altum
Pterophyllum altum es una especie de peces de la familia Cichlidae en el orden Cichliformes.

## Morfología
Los machos pueden llegar alcanzar los 60 cm de longitud total. La aleta dorsal, ventral y anal son oscuras y presentan radios ramificados lo que  le confiere una forma triangular bastante atractiva.

## Hábitat
Es una especie de clima tropical que vive entre 27 °C-31 °C de temperatura.

## Distribución geográfica
Se encuentran en América:  cuencas de los ríos  Amazonas (río Negro) y Orinoco (ríos Inírida y Atabapo).

## Usos
Es una especie ornamental en Colombia y en Venezuela.